# Bandit Saleté
Albums de Sofiane
#JesuispasséchezSo
(2017) Affranchis
(2018)
Bandit saleté est le premier album studio du rappeur Sofiane, sorti le 12 mai 2017. Il sort quatre mois après sa quatrième mixtape #JesuispasséchezSo.

## Liste des titres
| 1.  | Bandit saleté                                | Seezy                        | 3:17 |
| 2.  | Toka                                         | Ladjoint                     | 3:19 |
| 3.  | Mon P'tit Loup                               | Ladjoint                     | 2:54 |
| 4.  | Pégase                                       | Tarik Azzouz                 | 3:41 |
| 5.  | Le Cercle (feat. Hornet La Frappe, GLK & YL) | Ladjoint                     | 5:07 |
| 6.  | Le Bruit des blocks                          | Milk Man                     | 3:30 |
| 7.  | Dis-leur                                     | Said El Hajji, Fabien Carlin | 2:30 |
| 8.  | Cordelette                                   | Yalatif Beatz                | 4:05 |
| 9.  | Parti de rien                                | STREETRUNNER, Tarik Azzouz   | 3:03 |
| 10. | Bain de sang (feat. Bakyl & Samat)           | Ladjoint                     | 4:30 |
| 11. | Poto                                         | Said El Hajji, Fabien Carlin | 2:52 |
| 12. | Marion Maréchal                              | Seezy                        | 3:22 |
| 13. | Tout le monde s'en fout                      | Said El Hajji, Fabien Carlin | 2:28 |
| 14. | Bois d'Argent                                | Seezy                        | 4:41 |
| 15. | Automatik (feat. Samat)                      |                              |      |

## Clips vidéo
- Toka : 7 avril 2017. Dans le clip de ce tube, le rappeur Sofiane bloque l’autoroute A3 sans autorisation au niveau du Blanc-Mesnil
- Mon p'tit loup : 14 avril 2017
- Bandit saleté : 21 avril 2017
- Pégase : 28 avril 2017
- Le Cercle (feat. Hornet la Frappe, GLK & YL) : 10 mai 2017

## Titres certifiés en France
- Mon p'tit loup  Diamant[1]
- Toka  Platine[2]
- Marion Maréchal  Or[3]
- Le Cercle (feat. Hornet La Frappe, GLK & YL)  Or[4]

## Certifications et ventes

### Certifications et ventes
L'album est certifié disque d'or le 19 juin 2017 et disque de platine le 13 octobre de la même année.
| Région        | Certification | Ventes/Streams |
| ------------- | ------------- | -------------- |
| France (SNEP) | Platine       | 100 000        |